# شم جائه-هونگ
شم جائه-هونگ (انگلیسی: Shim Jae-hong؛ زادهٔ ۲۸ اوت ۱۹۶۸) بازیکن هندبال اهل کره جنوبی است.
از باشگاه‌هایی که در آن بازی کرده‌است می‌توان به اشاره کرد.